# Saints Row: The Third
Saints Row: The Third is een actie-avonturenspel, ontwikkeld door Volition, Inc. en gepubliceerd door THQ. Het computerspel werd uitgebracht op 15 november 2011 voor Xbox 360, PlayStation 3, en Microsoft Windows. Een Linuxversie verscheen op 14 april 2016. Het is het derde deel uit de serie en de opvolger van Saints Row 2 uit 2008. De speler voert The Third Street Saints aan, een internationale bende. De spelwereld is de fictieve stad Steelport, en het verhaal draait om het conflict dat ontstaat tussen The Third Street Saints en The Syndicate, een rivaliserende criminele groep.

## Verhaal
Nadat de Saints de controle over Stillwater hebben overgenomen, breiden ze hun macht zodanig uit, dat er zelfs 'Saint's Flow' energiedrankjes komen en nog veel meer producten. De machtsuitbreiding blijft echter niet onopgemerkt. De leider van een andere criminele groep genaamd de The Syndicate ziet dat de Saints een bedreiging voor hem kunnen vormen. Deze leider, Philipe Loren, wil de Saints uitschakelen.
Ondertussen plannen de Saints een bankoverval. Deze overval mislukt en ze worden opgepakt door The Syndicate. The Syndicate blijkt de politie van Stillwater te hebben overgenomen en niet alleen de politie, ook andere instanties zijn nu van The Syndicate. Shaundi, Johnny Gat en de leider van de Saints (speelbaar persoon) worden op het privé-vliegtuig van Loren gezet. De Saints krijgen een voorstel: The Syndicate laat The Saints met rust als ze twee derde van hun inkomsten inleveren. De leider van de Saints weigert en er breekt een vuurgevecht uit. Shaundi en de leider vliegen, doordat de achterklep van het vliegtuig open is gemaakt, uit het vliegtuig. Ze landen veilig met parachutes in Steelport.
Eenmaal aangekomen in Steelport neemt de leider van de Saints contact op met Pierce, een van zijn luitenants. Hij vraagt of Pierce met wat andere Saints naar Steelport komt om de boel te versterken. Pierce komt direct en wordt in het spel een van de belangrijkste mensen. Later wordt bekend dat Johnny Gat in het vliegtuig is omgekomen.

## Edities
Er zijn vier verschillende versies van Saints Row: The Third uitgekomen.
- Standaardversie - Bevat de game en de online-pas
- Limited Edition - Bevat de game, de online-pas en de Professor Genki Hyper-Ordinary pre-order DLC
- Platinum Pack - Bevat de game, de online-pas, Professor Genki Hyper-Ordinary pre-order DLC, het soundtrackalbum en de speciale Saints Row Headset
- The Full Package - Bevat de game, alle downloadbare content behalve het Unlocktable pack & Bloedzuigerpakket

## Downloadbare content
In de Saints Row Store kunnen spelers tegen betaling content downloaden die outfits, wapens, voertuigen en extra missies toevoegt. Deze DLC-pakketten zijn verkrijgbaar op Xbox 360, PlayStation 3, Steam.
De downloadbare-contentpakketten kosten per stuk tussen de 1 en 2 euro (met uitzondering van de Seizoenspas en de daarbij behorende DLC).

### Al uitgekomen content
- Online-Pas - Hiermee kan gebruikgemaakt worden van de co-op-modus
- Funtime!-pakket - Bevat: 1 voertuig, 1 outfit, 1 wapen
- Money Shot-pakket - Bevat: 1 voertuig, 1 outfit, 1 wapen
- Haaienaanvalspakket - Bevat: 1 wapen, 1 outfit
- Absolute zege-pakket - Bevat: cheat codes
- Explosievenpakket - Bevat: 1 outfit, 1 wapen
- Z-Stylepakket - Bevat: 1 outfit, 1 wapen
- Krijgerspakket - Bevat: 3 outfits
- Bloedzuigerpakket - Bevat: 1 Gameplay Feature, Geld & Respect-bonus
- Speciale eenheden pakket - Bevat: 3 voertuigen
- Steelport Gangs Pakket - Bevat: 3 outfits
- Unlockable Pakket - Bevat: Niet vrijgespeelde content
- Penthouse Pakket - Bevat: 3 'NPC's'
- Horror Pakket - Bevat: 3 outfits
- Genki Girl Pakket - Bevat: 3 voertuigen
- Heksen en Worsten Pakket - Bevat: 3 outfits, 1 voertuig
- Nyte Blaydepakket (gratis met de Seizoenspas) - Bevat: 2 voertuigen, 2 outfits
- Genkibowl VII (gratis met de Seizoenspas) - Bevat: 3 activiteiten
- Gangstas in Space (gratis met de Seizoenspas) - Bevat: 3 missies
- Problemen met Klonen (gratis met de Seizoenspas) - Bevat: 3 missies

### Niet meer beschikbare downloadbare content
- Seizoenpas - Bevat: Genkibowl VII, Gangstas in Space, Problemen met Klonen, Nyte Bladepakket (Dit pakket is nog wel beschikbaar op Steam)

## Uitbreiding
Een uitbreidingspakket genaamd Enter the Dominatrix zou voor Saints Row: The Third komen. Deze uitbreiding is achteraf geannuleerd en de inhoud werd doorgeschoven naar Saints Row IV.

## Ontvangst
| Beoordeeld door                | Platform      | Datum            | Score |
| ------------------------------ | ------------- | ---------------- | ----- |
| Canadian Online Gamers Network | Xbox 360      | 10 november 2011 | 90%   |
| Softpedia                      | Windows       | 25 november 2011 | 90%   |
| NowGamer                       | PlayStation 3 | 18 november 2011 | 88%   |
| IGN                            | PlayStation 3 | 11 november 2011 | 85%   |
| gamrReview                     | Xbox 360      | 21 november 2011 | 84%   |
| newbreview.com                 | PlayStation 3 | 30 november 2011 | 80%   |
| Splitkick                      | Windows       | 28 november 2011 | 80%   |
| Jeuxvideo.fr                   | PlayStation 3 | 21 november 2011 | 80%   |
| Cheat Happens                  | Windows       | 13 december 2011 | 80%   |
| Factornews                     | Windows       | 28 november 2011 | 70%   |